# Roy (Utah)
Pour les articles homonymes, voir Roy.
Roy est une municipalité américaine située dans le comté de Weber en Utah. Lors du recensement de 2010, sa population est de 36 884 habitants.

## Géographie
Roy fait partie de l'agglomération d'Ogden. 
La municipalité s'étend sur 7,92 milles carrés (20,51 km2).

## Histoire
La localité est fondée en 1873 par William Evans Baker et plusieurs de ses beaux-frères. Elle adopte le nom de Roy en 1894, en l'honneur du fils décédé du révérend David Peebles. Roy devient une municipalité en 1937 en tant que Roy City Corporation, dirigée par un maire et conseil municipal de cinq membres. La ville se développe particulièrement à partir des années 1940 et l'arrivée de la Hill Air Force Base dans la région.

## Démographie
La population de Roy est estimée à 38 201 habitants au 1er juillet 2016.
| Groupe                                  | Roy  | Utah | États-Unis |
| --------------------------------------- | ---- | ---- | ---------- |
| Blancs                                  | 87,2 | 91,1 | 76,9       |
| Métis                                   | 3,7  | 2,5  | 2,6        |
| Asiatiques                              | 1,7  | 2,5  | 5,7        |
| Afro-Américains                         | 0,8  | 1,4  | 13,3       |
| Amérindiens                             | 0,8  | 1,6  | 1,3        |
| Hawaïens et autres peuples du Pacifique | 0,4  | 1,0  | 0,2        |
|                                         |      |      |            |
| Hispaniques et Latino-Américains        | 15,2 | 13,8 | 17,8       |

Le revenu par habitant était en moyenne de 22 812 dollars par an entre 2012 et 2016, en-dessous de la moyenne de l'Utah (25 600 dollars) et de la moyenne nationale (29 829 dollars), malgré un revenu médian par foyer supérieur. Sur cette même période, 11,7 % des habitants de Roy vivaient sous le seuil de pauvreté (contre 10,2 % dans l'État et 12,7 % à l'échelle des États-Unis).